# Neobisium settei
Espèce
Neobisium settei est une espèce de pseudoscorpions de la famille des Neobisiidae.

## Distribution
Cette espèce est endémique de Corse en France. Elle se rencontre vers le lac de Melo.

## Publication originale
- Callaini, 1982 : Due nuovi Neobisium della Corsica. (Arachnida, Pseudoscorpionida). Notulae chernetologicae. Bollettino del Museo Civico di Storia Naturale di Verona, vol. 9, p. 449-459.